# Ефект Овергаузера
Ефе́кт О́верга́узера (рос. эффект Оверхаузера, англ. Overhauser effect) — зміна інтенсивності резонансної лінії ядра А при збуренні (внаслідок насичення) енергетичних переходів ядра Х, коли ядра А та Х знаходяться в безпосередній просторовій близькості. Позначається NOE.
У випадку 1Н ЯМР-спектроскопії використовується для встановлення взаємного розташування певних протонів у великих молекулах (наприклад, у білках).